# ميرت كان
ميرت كان (بالتركية: Mert Can)‏ هو لاعب كرة قدم تركي في مركز قلب الدفاع، ولد في 9 أكتوبر 1993 في مرسين في تركيا. لعب مع مرسين إيدمانيوردو.

## وصلات خارجية
- ميرت كان على موقع اتحاد تركيا (لاعب) (الإنجليزية)